# Erebia palarica
Erebia palarica är en fjärilsart som beskrevs av Chapman 1905. Erebia palarica ingår i släktet Erebia och familjen praktfjärilar. IUCN kategoriserar arten globalt som livskraftig. Inga underarter finns listade i Catalogue of Life.